# Anthracoidea echinospora
Anthracoidea echinospora är en svampart som först beskrevs av Lehtola, och fick sitt nu gällande namn av Kukkonen 1963. Anthracoidea echinospora ingår i släktet Anthracoidea och familjen Anthracoideaceae.   Inga underarter finns listade i Catalogue of Life.